# Tumores de cabeza y cuello inducidos por VPH
Los tumores de cabeza y cuello inducidos por VPH son un subgrupo de tumores con características especiales.

Los tumores cabeza y cuello en el humano son un grupo heterogéneo con origen anatómico común, la mayoría son originados a partir de la capa mucosa, presentándose ya sea en la vía aérea superior o bien en la vía digestiva superior.

Los tumores del grupo cabeza y cuello se han convertido en el sexto cáncer más común diagnosticado en el mundo y la octava causa de muerte por cáncer.

Existe un subgrupo de los tumores humanos de cabeza y cuello que contienen secuencias del virus del papiloma humano (VPH), los cuales difieren en sus características biológicas y clínicas y en la patogénesis molecular (expresión génica, mutaciones, amplificaciones y deleciones y alteraciones del epigenoma) con respecto a los no impulsados por ese virus. 

Dependiendo de la localización anatómica del tumor, la prevalencia del VPH se estima entre el 23 y el 36 %.
El VPH es conocido por desencadenar el desarrollo del tumor a través de la acción de sus oncoproteínas E6 y E7 dirigidas a numerosas vías celulares, entre ellas inactivando el gen p53 y la proteína del retinoblastoma (del inglés RBP), además de desempeñar un papel importante en la evasión del sistema inmune junto con E5.
Se están caracterizando otros mecanismos por los cuales el virus puede interaccionar con el genoma del huésped, desencadenando igualmente un proceso tumorigénico además de estas proteínas.

## Integración del virus VPH al núcleo de la célula
Un paso importante en el proceso, es la integración del genoma del virus en el del huésped, siendo preciso diferenciar entre los tumores en los que el virus se ha integrado y en los que no lo ha hecho. La secuenciación completa del genoma de células tumorales VPH positivas, ha permitido la identificación de diversos puntos de integración del virus, además de la distinción entre tumores en los que el virus se integra y en los que no, en diversos estudios de investigación, cuyos autores han llegado a la conclusión de que la integración viral no es aleatoria, ya que, en casi el total de los casos esta mantiene intactas las proteínas víricas E6 o E7.
Además, en una gran proporción de los casos el virus se encuentra integrado en genes conocidos o cerca de estos, lo que sugiere una presión selectiva para la integración viral en genes o cerca de ellos. También se encuentra una asociación con el número de copias de ADN somático, pareciendo algunas de ellas eventos de amplificación resultado de la escisión del virus integrado junto con secuencias humanas y su posterior circularización. A pesar de estos hechos los tumores con integración de VPH no muestran una tendencia significativa hacia una mayor carga mutacional.
Tumores de integración negativa muestran una tendencia hacia mayores niveles de expresión de E2/E5 y menos niveles de E6/E7 en comparación con los de integración positiva.

## Asociación de la integración de VPH con alteraciones somáticas de genes claves en cáncer
Ya que, la localización de la integración no se produce de manera aleatoria se relacionaron estos eventos con un impacto en el desarrollo del cáncer. Se han detectado distintos mecanismos posibles por los cuales la inserción puede conferir una ventaja selectiva:

1. Generación de transcritos truncados. Un caso involucró la integración del genoma viral en el gen de la proteína de reparación del DNA RAD51. La integración viral producía una amplificación de uno de los intrones produciéndose transcritos alternativos los cuales era poco probable que produjeran la proteína funcional. RAD51B es un componente importante de la vía de reparación de la rotura de la doble cadena, y las variantes con pérdida de función en este gen se han reportado en leiomioma uterino y el cáncer de mama.[3]
2. Disrupción de supresores de tumores. Inserción en el gen homólogo 2 del oncogén del virus V-ets de la eritroblastosis E26 (ETS2). La integración resultó en la sustitución de los exones 7 y 8 del gen, encontrándose los niveles de estos exones marcadamente reducidos y con ello la proteína completa funcional.[4]
3. Altos niveles de amplificaciones del DNA. Inserción upstream del gen del receptor nuclear subfamilia 4 grupo A miembro 2 (NR4A2). La inserción fue seguida de la amplificación de una región que incluye al gen completo. En estos tumores la expresión del gen NR4A2 es significativamente elevado. NR4A2 es un miembro de la familia de genes de factor de transcripción nuclear y ha sido reportado como un oncogén. Esto sugiere que la integración de VPH y la posterior amplificación dio como resultado la sobreexpresión del oncogén NR4A2.
4. Reordenamientos cromosómicos.[5]

## Asociación de la integración del HPV con el patrón de metilación
Se ha demostrado que los tumores VPH positivos tienen un perfil de metilación distinta en comparación con los que no muestran presencia del virus. Un paso más allá fue el estudio de la influencia de los eventos de integración del virus comparándose los patrones de metilación entre los tumores con integración o no del virus en el genoma y encontrándose que también se daban perfiles significativamente diferentes. 
Algunos genes que se encuentran diferencialmente metilados en ambos subconjuntos y que son de interés son por ejemplo, el supresor de tumores BARX2 que se hipermetila y downexpresa (infra expresa) o (regula a la baja) en los tumores con integración negativa o el factor de transcripción de la familia bHLH y una proteinasa CTSE los cuales son conocidos por su asociación con la tumorigénesis y la progresión del cáncer que mostraron hipometilación e incremento de la expresión génica en tumores sin integración. 
También la hipermetilación de Irx4 y con ello su bajada de expresión en tumores orofaríngeos inducidos por HPV en comparación con los no inducidos por el virus, esta correlacionado con mejores resultados clínicos. Además, se encontraron genes con metilación diferencial de la vía CREB e involucrados en la regulación de la apoptosis y la señalización de NF-kB. 
Por lo tanto, la biología en ambos casos será diferente y el VPH puede dirigir cambios en la expresión génica incluso cuando está presente en la célula en forma del episomal (o sea extracromosómica).